# Percorribilità
La percorribilità è la condizione di una strada o di un tratto, che può esser percorso a piedi o con un mezzo di locomozione. Anche, più genericamente, l'essere percorribile, che può essere percorso. 
La percorribilità pedonale dei percorsi interni o esterni dello spazio costruito esprime la capacità degli stessi di fornire all'utente condizioni di adeguatezza rispetto alla sua attività di deambulazione. La percorribilità, quindi, può essere intesa come classe di requisiti riferita alla qualità d'uso del camminare nell'ambiente costruito, ottenuta attraverso il soddisfacimento delle esigenze di sicurezza (safety e security), accessibilità, orientamento, way finding, benessere psicofisico dell'utente fruitore dei percorsi. La capacità di camminare, seppur strettamente legata alla componente umana, e quindi alla variabilità e diversità fisico-motoria degli individui, è condizionata anche da fattori fisico tecnici ed ambientali esterni all'individuo con i quali egli si relaziona durante lo svolgimento delle proprie attività di vita quotidiana. Tali fattori, se non adeguati alle capacità e limitazioni fisiche, abilità intellettive e cognitive, ritmi e abitudini di vita personali e sociali dell'uomo possono compromettere il soddisfacente svolgere delle sue attività. In tale ottica, se è vero che tutte le attività umane, come ad esempio il camminare, sono la parte della fenomenica di interazioni che hanno luogo fra gli uomini e l'ambiente nella complessità delle variabili fisiche, chimiche, simboliche, sociali e culturali e che ogni essere umano conduce la sua esistenza in relazione e come parte del contesto che lo circonda, cioè vive nell'ambiente non come soggetto, ma come partecipante, è necessario, nella determinazione della classe di requisiti della percorribilità dei percorsi, tener conto non solo delle componenti  fisico-tecniche e fisico-ambientali, che caratterizzano il percorso, ma anche della componente umana, cioè delle esigenze determinate dalle differenziate caratteristiche fisiche, motorie, sensoriali e comportamentali degli utenti che usano gli spazi nell'attività del camminare. 